# Stanisław Kostka Młodzianowski
Stanisław Maksymilian Kostka Młodzianowski herbu Dąbrowa – sędzia ziemski ciechanowski, starosta różański i makowski w 1764 roku, marszałek konfederacji różańskiej w 1764 roku, chorąży znaku pancernego marszałka wielkiego koronnego Franciszka Bielińskiego.
Syn kasztelana lubaczowskiego Stanisława i Aleksandry Czyżewskiej. Żonaty z Magdaleną, miał córkę.
Elektor Stanisława Augusta Poniatowskiego z ziemi różańskiej w 1764 roku.